# Eurocup 2011-2012
L'Eurocup 2011-2012 è stata la decima edizione del torneo europeo di secondo livello per squadre di basket. Il trofeo è stato vinto dal Chimki, al primo successo della propria storia.

## Squadre partecipanti
32 squadre hanno partecipato alla regular season.

10 squadre, provenienti da 9 nazioni diverse, si sono qualificate direttamente grazie al loro piazzamento nei campionati nazionali o a una wild card.
8 squadre sono arrivate dal turno di qualificazione, a cui hanno partecipato 16 formazioni di 13 nazioni diverse, che si sono affrontate in partite di andata e ritorno.
Le altre 14 squadre erano quelle eliminate dal turno di qualificazione della Euroleague.
| Qualificate alla regular season | Qualificate alla regular season | Qualificate alla regular season              | Qualificate alla regular season              |                                              |
| Paese                           | Squadre                         | Squadre (posizione nel campionato nazionale) | Squadre (posizione nel campionato nazionale) |                                              |
| ------------------------------- | ------------------------------- | -------------------------------------------- | -------------------------------------------- | -------------------------------------------- |
| Germania                        | 2                               | Frasport Skyliners Francoforte (3)           | Bayern MonacoWC                              |                                              |
| Grecia                          | 1                               | Aris Salonicco (4)                           |                                              |                                              |
| Spagna                          | 1                               | Power Electronics Valencia (5)               |                                              |                                              |
| Italia                          | 1                               | Benetton Treviso (4)                         |                                              |                                              |
| Russia                          | 1                               | Lokomotiv-Kuban' (4)                         |                                              |                                              |
| Lituania                        | 1                               | Rūdupis (3)                                  |                                              |                                              |
| Israele                         | 1                               | Hapoel Gerusalemme (3)                       |                                              |                                              |
| Slovenia                        | 1                               | Krka Novo Mesto (1)                          |                                              |                                              |
| Paesi Bassi                     | 1                               | GasTerra Flames (2)                          |                                              |                                              |
| Al turno di qualificazione      |                                 |                                              |                                              |                                              |
| Paese                           | Squadre                         | Squadre (posizione nel campionato nazionale) | Squadre (posizione nel campionato nazionale) | Squadre (posizione nel campionato nazionale) |
| Francia                         | 2                               | Élan Chalon (5)                              | Le MansWC (8)                                |                                              |
| Turchia                         | 2                               | Pınar Karşıyaka (5)                          | Beşiktaş (6)                                 |                                              |
| Belgio                          | 2                               | Dexia Mons-Hainaut (3)                       | Telenet Ostenda (5)                          |                                              |
| Spagna                          | 1                               | Gran Canaria 2014 (6)                        |                                              |                                              |
| Russia                          | 1                               | Spartak San Pietroburgo (7)                  |                                              |                                              |
| Cipro                           | 1                               | ETHA Engomis (1)                             |                                              |                                              |
| Ucraina                         | 1                               | Azovmash Mariupol' (5)                       |                                              |                                              |
| Repubblica Ceca                 | 1                               | Prostějov (2)                                |                                              |                                              |
| Lettonia                        | 1                               | Ventspils (8)                                |                                              |                                              |
| Svezia                          | 1                               | Norrköping DolphinsWC (2)                    |                                              |                                              |
| Croazia                         | 1                               | Cedevita Zagabria (2)                        |                                              |                                              |
| Germania                        | 1                               | Artland Dragons (4)                          |                                              |                                              |
| Bulgaria                        | 1                               | Lukoil Academic (1)                          |                                              |                                              |

## Turno di qualificazione
Le partite di andata si sono giocate il 27 e il 28 settembre 2011, quelle di ritorno il 4 e il 5 ottobre.
| Squadra 1           | Totale    | Squadra 2               | Andata  | Ritorno |
| ------------------- | --------- | ----------------------- | ------- | ------- |
| Ventspils           | 140 – 153 | Azovmash Mariupol'      | 75 – 74 | 65 – 79 |
| Artland Dragons     | 121 – 153 | Gran Canaria 2014       | 56 – 61 | 65 – 92 |
| Beşiktaş            | 141 – 144 | Dexia Mons-Hainaut      | 78 – 70 | 63 – 74 |
| Élan Chalon         | 147 – 157 | Cedevita Zagabria       | 78 – 73 | 69 – 84 |
| Pınar Karşıyaka     | 151 – 160 | Le Mans                 | 73 – 80 | 78 – 80 |
| Norrköping Dolphins | 129 – 158 | Telenet Ostenda         | 62 – 88 | 67 – 70 |
| ETHA Engomis        | 123 – 143 | Spartak San Pietroburgo | 59 – 60 | 64 – 83 |
| Lukoil Academic     | 158 – 142 | Prostějov               | 70 – 65 | 88 – 77 |

## Regular season
Le partite si sono giocate tra il 15 novembre e il 20 dicembre 2011.

### Gruppo A
| Squadra            | PG | V | P | CF  | CS  | DC  | Pt |
| ------------------ | -- | - | - | --- | --- | --- | -- |
| BCM Gravelines     | 6  | 5 | 1 | 517 | 430 | +87 | 10 |
| Donec'k            | 6  | 5 | 1 | 463 | 443 | +20 | 10 |
| Hapoel Gerusalemme | 6  | 2 | 4 | 463 | 493 | -30 | 4  |
| Cibona Zagabria    | 6  | 0 | 6 | 456 | 533 | -77 | 0  |

|                    | CIB     | HAP     | DON     | GRA      |
| ------------------ | ------- | ------- | ------- | -------- |
| Cibona Zagabria    |         | 78 – 86 | 76 – 78 | 71 – 101 |
| Hapoel Gerusalemme | 89 – 73 |         | 68 – 74 | 75 – 91  |
| Donec'k            | 98 – 81 | 80 – 71 |         | 80 – 69  |
| BCM Gravelines     | 81 – 77 | 97 – 74 | 78 – 53 |          |

### Gruppo B
| Squadra        | PG | V | P | CF  | CS  | DC  | Pt |
| -------------- | -- | - | - | --- | --- | --- | -- |
| Chimki         | 6  | 6 | 0 | 480 | 398 | +82 | 12 |
| VEF Rīga       | 6  | 3 | 3 | 436 | 444 | -8  | 6  |
| Cholet Basket  | 6  | 2 | 4 | 389 | 428 | -39 | 4  |
| PAOK Salonicco | 6  | 1 | 5 | 417 | 452 | -35 | 2  |

|                | CHI     | PAO     | CHO     | VEF     |
| -------------- | ------- | ------- | ------- | ------- |
| Chimki         |         | 89 – 65 | 76 – 70 | 90 – 70 |
| PAOK Salonicco | 62 – 71 |         | 74 – 62 | 76 – 81 |
| Cholet Basket  | 63 – 75 | 69 - 66 |         | 72 – 68 |
| VEF Rīga       | 68 – 79 | 80 – 74 | 69 – 53 |         |

### Gruppo C
| Squadra         | PG | V | P | CF  | CS  | DC   | Pt |
| --------------- | -- | - | - | --- | --- | ---- | -- |
| ČEZ Nymburk     | 6  | 5 | 1 | 498 | 424 | +74  | 10 |
| Aris BSA 2003   | 6  | 4 | 2 | 431 | 397 | +34  | 8  |
| Rudupis         | 6  | 3 | 3 | 487 | 485 | +2   | 6  |
| GasTerra Flames | 6  | 0 | 6 | 391 | 501 | -110 | 0  |

|                 | ARI     | ČEZ     | RUD     | GAS     |
| --------------- | ------- | ------- | ------- | ------- |
| Aris BSA 2003   |         | 55 – 64 | 96 – 86 | 79 – 58 |
| ČEZ Nymburk     | 78 – 72 |         | 80 – 83 | 93 – 60 |
| Rudupis         | 60 – 71 | 79 – 91 |         | 97 – 70 |
| GasTerra Flames | 51 – 58 | 75 – 92 | 77 – 82 |         |

### Gruppo D
| Squadra         | PG | V | P | CF  | CS  | DC  | Pt |
| --------------- | -- | - | - | --- | --- | --- | -- |
| ASVEL Basket    | 6  | 4 | 2 | 459 | 426 | +33 | 8  |
| Valencia Basket | 6  | 4 | 2 | 487 | 447 | +40 | 8  |
| Telenet Ostenda | 6  | 2 | 4 | 415 | 454 | -39 | 4  |
| Lukoil Academic | 6  | 2 | 4 | 400 | 434 | -34 | 4  |

|                 | VAL     | OST     | ASV     | ACA     |
| --------------- | ------- | ------- | ------- | ------- |
| Valencia Basket |         | 75 – 62 | 96 – 88 | 83 – 59 |
| Telenet Ostenda | 87 – 83 |         | 53 – 70 | 65 – 66 |
| ASVEL Basket    | 87 – 78 | 83 – 65 |         | 69 – 68 |
| Lukoil Academic | 64 – 72 | 77 – 83 | 66 – 62 |         |

### Gruppo E
| Squadra           | PG | V | P | CF  | CS  | DC  | Pt |
| ----------------- | -- | - | - | --- | --- | --- | -- |
| Banvit BK         | 6  | 4 | 2 | 421 | 397 | +24 | 8  |
| Lokomotiv Kuban   | 6  | 4 | 2 | 431 | 399 | +32 | 8  |
| Gran Canaria 2014 | 6  | 4 | 2 | 416 | 405 | +11 | 8  |
| Fraport Skyliners | 6  | 0 | 6 | 362 | 429 | -67 | 0  |

|                   | GCA     | LKU     | BAN     | SKY     |
| ----------------- | ------- | ------- | ------- | ------- |
| Gran Canaria 2014 |         | 84 – 76 | 85 – 61 | 71 – 58 |
| Lokomotiv Kuban   | 73 – 51 |         | 75 – 67 | 83 – 60 |
| Banvit BK         | 79 – 54 | 79 – 55 |         | 73 – 72 |
| Fraport Skyliners | 58 – 71 | 58 – 69 | 56 – 62 |         |

### Gruppo F
| Squadra            | PG | V | P | CF  | CS  | DC   | Pt |
| ------------------ | -- | - | - | --- | --- | ---- | -- |
| Lietuvos Rytas     | 6  | 6 | 0 | 478 | 370 | +108 | 12 |
| Krka Novo Mesto    | 6  | 4 | 2 | 434 | 421 | +13  | 8  |
| Le Mans Sarthe     | 6  | 1 | 5 | 392 | 464 | -72  | 2  |
| Azovmash Mariupol' | 6  | 1 | 5 | 404 | 453 | -49  | 2  |

|                    | LIE     | LMS     | AZO     | KRK     |
| ------------------ | ------- | ------- | ------- | ------- |
| Lietuvos Rytas     |         | 87 – 49 | 83 – 55 | 82 – 72 |
| Le Mans Sarthe     | 62 – 79 |         | 75 – 67 | 65 – 84 |
| Azovmash Mariupol' | 67 – 74 | 79 – 76 |         | 66 – 71 |
| Krka Novo Mesto    | 65 – 73 | 68 – 65 | 74 – 70 |         |

### Gruppo G
| Squadra                | PG | V | P | CF  | CS  | DC  | Pt |
| ---------------------- | -- | - | - | --- | --- | --- | -- |
| Spartak S. Pietroburgo | 6  | 6 | 0 | 477 | 401 | +76 | 12 |
| Benetton Treviso       | 6  | 3 | 3 | 478 | 476 | +2  | 6  |
| Bayern Monaco          | 6  | 2 | 4 | 404 | 436 | -32 | 4  |
| Cedevita Zagabria      | 6  | 1 | 5 | 413 | 459 | -46 | 2  |

|                   | TRE     | SSP     | CED     | BAY     |
| ----------------- | ------- | ------- | ------- | ------- |
| Benetton Treviso  |         | 78 – 87 | 82 – 68 | 92 – 66 |
| Spartak SP        | 97 – 77 |         | 73 – 56 | 75 – 62 |
| Cedevita Zagabria | 86 – 87 | 68 – 73 |         | 70 – 64 |
| Bayern Monaco     | 72 – 62 | 60 – 72 | 80 – 65 |         |

### Gruppo H
| Squadra            | PG | V | P | CF  | CS  | DC  | Pt |
| ------------------ | -- | - | - | --- | --- | --- | -- |
| ALBA Berlino       | 6  | 5 | 1 | 485 | 421 | +64 | 10 |
| Budućnost VOLI     | 6  | 3 | 3 | 416 | 425 | -9  | 6  |
| Dexia Mons-Hainaut | 6  | 2 | 4 | 445 | 463 | -18 | 4  |
| Turów Zgorzelec    | 6  | 2 | 4 | 446 | 483 | -37 | 4  |

|                    | ALB     | MON     | BUD     | TUR     |
| ------------------ | ------- | ------- | ------- | ------- |
| ALBA Berlino       |         | 83 – 63 | 86 – 68 | 79 – 63 |
| Dexia Mons-Hainaut | 74 – 78 |         | 66 – 53 | 98 – 97 |
| Budućnost VOLI     | 57 – 72 | 85 – 78 |         | 75 – 50 |
| Turów Zgorzelec    | 91 – 87 | 67 – 66 | 73 – 78 |         |

## Last 16
Le partite si giocano dal 17 gennaio al 28 febbraio 2012 con 4 gruppi da 4 squadre ciascuno. Le prime due di ogni girone si qualificano ai quarti di finale.

### Gruppo I
| Squadra         | PG | V | P | CF  | CS  | DC  | Pt |
| --------------- | -- | - | - | --- | --- | --- | -- |
| Valencia Basket | 6  | 6 | 0 | 463 | 387 | +76 | 12 |
| ČEZ Nymburk     | 6  | 3 | 3 | 484 | 441 | +43 | 6  |
| VEF Rīga        | 6  | 3 | 3 | 432 | 456 | -24 | 6  |
| BCM Gravelines  | 6  | 0 | 6 | 370 | 465 | -95 | 0  |

|                 | GRA     | ČEZ     | VEF     | VAL     |
| --------------- | ------- | ------- | ------- | ------- |
| BCM Gravelines  |         | 61 – 91 | 62 – 69 | 63 – 69 |
| ČEZ Nymburk     | 79 – 62 |         | 80 – 84 | 71 – 80 |
| VEF Rīga        | 78 – 61 | 81 – 91 |         | 71 – 82 |
| Valencia Basket | 79 – 61 | 73 – 72 | 80 – 49 |         |

### Gruppo J
| Squadra       | PG | V | P | CF  | CS  | DC  | Pt |
| ------------- | -- | - | - | --- | --- | --- | -- |
| Donec'k       | 6  | 5 | 1 | 477 | 437 | +40 | 10 |
| Chimki        | 6  | 5 | 1 | 465 | 419 | +46 | 10 |
| ASVEL Basket  | 6  | 1 | 5 | 460 | 477 | -17 | 2  |
| Aris BSA 2003 | 6  | 1 | 5 | 389 | 458 | -69 | 2  |

|               | CHI     | ASV     | DON     | ARI     |
| ------------- | ------- | ------- | ------- | ------- |
| Chimki        |         | 86 – 80 | 68 – 55 | 88 – 72 |
| ASVEL Basket  | 79 – 83 |         | 75 – 86 | 79 – 52 |
| Donec'k       | 85 – 67 | 93 – 87 |         | 81 – 74 |
| Aris BSA 2003 | 48 – 73 | 77 – 60 | 66 – 77 |         |

### Gruppo K
| Squadra                 | PG | V | P | CF  | CS  | DC  | Pt |
| ----------------------- | -- | - | - | --- | --- | --- | -- |
| Spartak San Pietroburgo | 6  | 5 | 1 | 428 | 385 | +43 | 10 |
| Budućnost VOLI          | 6  | 3 | 3 | 397 | 398 | -1  | 6  |
| Banvit BK               | 6  | 3 | 3 | 430 | 428 | +2  | 6  |
| Krka Novo Mesto         | 6  | 1 | 5 | 390 | 434 | -44 | 2  |

|                 | BAN     | SSP     | KNK     | Budućnost VOLI |
| --------------- | ------- | ------- | ------- | -------------- |
| Banvit BK       |         | 68 – 61 | 77 – 65 | 68 – 61        |
| Spartak SP      | 80 – 71 |         | 71 – 57 | 70 – 64        |
| Krka Novo Mesto | 78 – 73 | 68 – 81 |         | 64 – 69        |
| Budućnost VOLI  | 83 – 73 | 57 – 65 | 63 – 58 |                |

### Gruppo L
| Squadra          | PG | V | P | CF  | CS  | DC  | Pt |
| ---------------- | -- | - | - | --- | --- | --- | -- |
| Lokomotiv Kuban  | 6  | 4 | 2 | 466 | 452 | +14 | 8  |
| Lietuvos Rytas   | 6  | 4 | 2 | 468 | 443 | +25 | 8  |
| Benetton Treviso | 6  | 3 | 3 | 447 | 451 | -4  | 6  |
| ALBA Berlino     | 6  | 1 | 5 | 433 | 468 | -35 | 2  |

|                  | LIE     | ALB     | LKU     | TRE     |
| ---------------- | ------- | ------- | ------- | ------- |
| Lietuvos Rytas   |         | 86 – 75 | 78 – 72 | 78 – 69 |
| ALBA Berlino     | 62 – 79 |         | 79 – 84 | 83 – 74 |
| Lokomotiv Kuban  | 81 – 67 | 73 – 70 |         | 70 – 71 |
| Benetton Treviso | 74 – 80 | 72 – 64 | 87 – 76 |         |

## Quarti di finale
Si sono giocati dal 20 marzo al 27 marzo 2012, in due match con formato andata/ritorno con punteggi cumulativi.
| Squadra 1      | Totale  | Squadra 2               | Andata | Ritorno |
| -------------- | ------- | ----------------------- | ------ | ------- |
| Budućnost VOLI | 138-156 | Valencia Basket         | 75-71  | 63-85   |
| Lietuvos Rytas | 154-145 | Donec'k                 | 76-65  | 78-80   |
| ČEZ Nymburk    | 135-154 | Spartak San Pietroburgo | 64-68  | 71-86   |
| Chimki         | 158-153 | Lokomotiv Kuban         | 81-72  | 77-81   |

## Final four
|  | Semifinali            | Semifinali            | Semifinali |           |                 | Finale                | Finale                | Finale          |  |
|  |                       |                       |            |           |                 |                       |                       |                 |  |
|  | Valencia Basket       | Valencia Basket       | 80         |           |                 |                       |                       |                 |  |
|  | Valencia Basket       | Valencia Basket       | 80         |           |                 |                       |                       |                 |  |
|  | Lietuvos Rytas        | Lietuvos Rytas        | 70         |           |                 |                       |                       |                 |  |
|  | Lietuvos Rytas        | Lietuvos Rytas        | 70         |           | Valencia Basket | Valencia Basket       | 68                    |                 |  |
|  |                       |                       |            |           | Valencia Basket | Valencia Basket       | 68                    |                 |  |
|  |                       |                       | Chimki BC  | Chimki BC | 77              |                       |                       |                 |  |
|  | Chimki BC             | Chimki BC             | Chimki BC  | Chimki BC | 77              | 77                    |                       |                 |  |
|  | Chimki BC             | Chimki BC             |            |           |                 | 77                    |                       |                 |  |
|  | Spartak S.Pietroburgo | Spartak S.Pietroburgo | 73         |           |                 | Finale 3º posto       | Finale 3º posto       | Finale 3º posto |  |
|  | Spartak S.Pietroburgo | Spartak S.Pietroburgo | 73         |           |                 |                       |                       |                 |  |
|  |                       |                       |            |           |                 |                       |                       |                 |  |
|  |                       |                       |            |           |                 | Lietuvos Rytas        | Lietuvos Rytas        | 71              |  |
|  |                       |                       |            |           |                 | Lietuvos Rytas        | Lietuvos Rytas        | 71              |  |
|  |                       |                       |            |           |                 | Spartak S.Pietroburgo | Spartak S.Pietroburgo | 62              |  |

### Semifinali
| Arbitri: | Guerrino Cerebuch Matej Boltauzer Eddy Viator |

|                         |          |                     |
| Newley, Caner-Medley 12 | Punti    | 21 Babrauskas       |
| Marković 4              | Assist   | 3 Babrauskas, Rašić |
| tre giocatori 5         | Rimbalzi | 8 Roberts           |

| Arbitri: | Christos Christodoulou Milivoje Jovčić Juan Carlos García González |

|            |          |                       |
| Fridzon 16 | Punti    | 15 Halperin, Beverley |
| Planinić 5 | Assist   | 5 Halperin            |
| Lončar 9   | Rimbalzi | 9 Lichodej            |

### Finale 3º/4º posto
| Arbitri: | Juan Carlos García González Anastasios Piloidis Rüştü Nuran |

|                |          |                     |
| Seibutis 21    | Punti    | 18 Beverley         |
| Seibutis 4     | Assist   | 4 Beverley, Zozulin |
| Valančiūnas 12 | Rimbalzi | 5 Dragičević, Kejru |

### Finale
| Arbitri: | Guerrino Cerebuch Christos Christodoulou Eddy Viator |

|             |          |                 |
| Planinić 19 | Punti    | 23 Caner-Medley |
| Planinić 4  | Assist   | 4 Marković      |
| Quinn 5     | Rimbalzi | 11 Caner-Medley |

| Eurocup 2011/2012 |
| ----------------- |
| Chimki 1º titolo  |

#### Squadra vincitrice
| N° | Naz.                   | Ruolo | Sportivo          |  | Alt. |  |
| -- | ---------------------- | ----- | ----------------- |  | ---- |  |
| 7  | Russia (bandiera)      | P     | Vitalij Fridzon   |  | 196  |  |
| 9  | Russia (bandiera)      | G     | Egor Vjal'cev     |  | 192  |  |
| 10 | Croazia (bandiera)     | C     | Krešimir Lončar   |  | 210  |  |
| 11 | Stati Uniti (bandiera) | P     | Chris Quinn       |  | 188  |  |
| 12 | Russia (bandiera)      | AP    | Sergej Monja      |  | 202  |  |
| 13 | Russia (bandiera)      | G     | Dmitrij Chvostov  |  | 190  |  |
| 14 | Russia (bandiera)      | C     | Anton Puškov      |  | 208  |  |
| 20 | Francia (bandiera)     | AP    | Mickaël Gelabale  |  | 201  |  |
| 21 | Russia (bandiera)      | C     | Aleksej Žukanenko |  | 210  |  |
| 22 | Polonia (bandiera)     | G     | Thomas Kelati     |  | 196  |  |
| 33 | Croazia (bandiera)     | G     | Zoran Planinić    |  | 198  |  |
| 34 | Australia (bandiera)   | C     | Matt Nielsen      |  | 206  |  |
|    | Lituania (bandiera)    | All.  | Rimas Kurtinaitis |  |      |  |

## Statistiche individuali

### Punti
| #  | Nome              | Squadra         | Partite | Punti | PPP   |
| -- | ----------------- | --------------- | ------- | ----- | ----- |
| 1. | Ramel Curry       | BC Donetsk      | 14      | 230   | 16.43 |
| 2. | Jeremiah Massey   | Lokomotiv Kuban | 14      | 223   | 15.93 |
| 3. | Ali Traoré        | Lokomotiv Kuban | 13      | 199   | 15.31 |
| 4. | Chester Simmons   | ČEZ Nymburk     | 14      | 211   | 15.07 |
| 5. | Renaldas Seibutis | Lietuvos Rytas  | 16      | 236   | 14.75 |

### Rimbalzi
| #  | Nome              | Squadra         | Partite | Rimbalzi | RPP  |
| -- | ----------------- | --------------- | ------- | -------- | ---- |
| 1. | Jeremiah Massey   | Lokomotiv Kuban | 14      | 117      | 8.36 |
| 2. | Jonas Valančiūnas | Lietuvos Rytas  | 16      | 122      | 7.63 |
| 3. | Ali Traoré        | Lokomotiv Kuban | 13      | 92       | 7.08 |
| 4. | Lawrence Roberts  | Lietuvos Rytas  | 16      | 103      | 6.44 |
| 5. | Nik Caner-Medley  | Valencia        | 13      | 83       | 6.38 |

### Assist
| #  | Nome           | Squadra                | Partite | Assist | APP  |
| -- | -------------- | ---------------------- | ------- | ------ | ---- |
| 1. | DaShaun Wood   | ALBA Berlino           | 12      | 65     | 5.42 |
| 2. | Yotam Halperin | Spartak S. Pietroburgo | 14      | 74     | 5.29 |
| 3. | Zoran Planinić | Chimki                 | 15      | 73     | 4.87 |
| 4. | Tyrese Rice    | Lietuvos Rytas         | 15      | 70     | 4.67 |
| 5. | Barış Ermiş    | Banvit                 | 10      | 45     | 4.50 |

## Premi

### MVP settimanale

#### Regular Season
| Giornata | Giocatore        | Squadra                 | Valutazione |
| -------- | ---------------- | ----------------------- | ----------- |
| 1        | Tony Parker      | ASVEL Lyon-Villeurbanne | 40          |
| 2        | J.R. Giddens     | PAOK Salonicco          | 32          |
| 3        | Nik Caner-Medley | Valencia Basket         | 29          |
| 4        | Nikola Vučević   | Budućnost               | 36          |
| 5        | Jeremiah Massey  | Lokomotiv-Kuban         | 28          |
| 6        | Fabien Causeur   | Cholet Basket           | 33          |

#### Top 16
| Giornata | Giocatore             | Squadra                 | Valutazione |
| -------- | --------------------- | ----------------------- | ----------- |
| 1        | Patrick Beverley      | Spartak S. Pietroburgo  | 27          |
| 2        | Loukas Maurokefalidīs | Spartak S. Pietroburgo  | 29          |
| 3        | Nando de Colo         | Valencia Basket         | 40          |
| 4        | Hilton Armstrong      | ASVEL Lyon-Villeurbanne | 26          |
| 5        | DaShaun Wood          | ALBA Berlino            | 37          |
| 6        | Jeremiah Massey       | Lokomotiv-Kuban         | 37          |

#### Quarti di finale
| Gara | Giocatore       | Squadra                | Valutazione |
| ---- | --------------- | ---------------------- | ----------- |
| 1    | Bojan Dubljević | Budućnost              | 25          |
| 2    | Yotam Halperin  | Spartak S. Pietroburgo | 31          |

### Eurocup MVP
- Patrick Beverley  (  Spartak S. Pietroburgo )

### Eurocup Finals MVP
- Zoran Planinić  (  Chimki )

### All-Eurocup Primo Team 2011-2012
- Jonas Valančiūnas (  Lietuvos Rytas )
- Nik Caner-Medley (  Valencia )
- Renaldas Seibutis (  Lietuvos Rytas )
- Zoran Planinić  (  Chimki )
- Patrick Beverley (  Spartak S. Pietroburgo )

### All-Eurocup Secondo Team 2011-2012
- Bojan Dubljević (  Budućnost )
- Jeremiah Massey(  Lokomotiv Kuban )
- Pavel Pumprla (  ČEZ Nymburk )
- Ramel Curry (  Donetsk )
- Yotam Halperin (  Spartak S. Pietroburgo )

### Eurocup Rising Star
- Jonas Valančiūnas (  Lietuvos Rytas )

### Eurocup Coach of the Year
- Jure Zdovc (  Spartak S. Pietroburgo )